# Kopborststuk

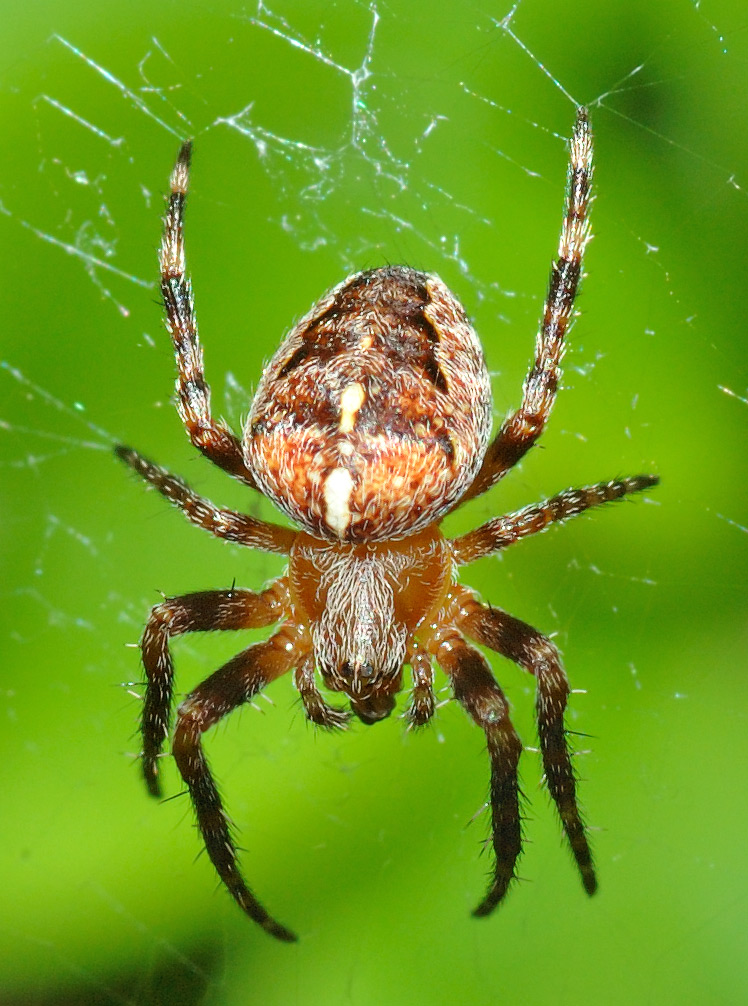
Spinnen hebben een cephalothorax en een groot achterlijf

Het kopborststuk of cephalothorax (letterlijk: kop-borst, van Grieks; κεφαλή, kephalé = hoofd, en θώραξ, thōrax = borst), soms ook prosoma, is een met het borststuk vergroeide kop. Het betreft voornamelijk insecten als kevers en wantsen en andere geleedpotigen als spinnen. 